# Persone di nome Esther
| Questa pagina contiene informazioni ricavate automaticamente dalle voci biografiche con l'ausilio del template Bio e di un bot. L'aggiornamento è periodico e automatico e ricostruisce completamente la pagina. Se manca una persona in questa lista, sei pregato di non aggiungerla, ma accertati piuttosto che la sua voce biografica contenga il template Bio e che i dati anagrafici siano correttamente compilati. Se il template Bio manca, inseriscilo tu stesso o, in alternativa, metti l'avviso {{tmp\|Bio}} che ne segnala la mancanza. Se i dati riportati sono sbagliati, correggi direttamente la voce biografica; le modifiche saranno visibili in questa lista entro pochi giorni. Per chiarimenti vedi il progetto antroponimi. La lista contiene solo le 78 persone che sono citate nell'enciclopedia e per le quali è stato implementato correttamente il template Bio. Pagina aggiornata al 16 ott 2024. |

Questa è una lista di persone presenti nell'enciclopedia che hanno il prenome Esther, suddivise per attività principale.

## Altiste(1)
- Esther Brand, altista e discobola sudafricana (Springbok, n. 1922 - Bloemfontein, † 2015)

## Arbitri di calcio(1)
- Esther Staubli, arbitro di calcio e ex calciatrice svizzera (Berna, n. 1979)

## Archeologhe(1)
- Esther Boise Van Deman, archeologa statunitense (South Salem, n. 1862 - Roma, † 1937)

## Attiviste(2)
- Esther Cooper Jackson, attivista statunitense (Contea di Arlington, n. 1917 - Boston, † 2022)
- Esther Peterson, attivista statunitense (Provo, n. 1906 - Washington, † 1997)

## Attrici(18)
- Esther Acebo, attrice spagnola (Madrid, n. 1983)
- Esther Anderson, attrice, fotografa e regista cinematografica giamaicana (Saint Mary, n. 1945)
- June Clayworth, attrice statunitense (New Jersey, n. 1912 - Calabasas, † 1993)
- Esther Carena, attrice e costumista tedesca (Hannover, n. 1898 - Amburgo, † 1972)
- Esther Dale, attrice statunitense (Beaufort, n. 1885 - Los Angeles, † 1961)
- Essie Davis, attrice e produttrice cinematografica australiana (Hobart, n. 1970)
- Esther Elisha, attrice italiana (Brescia, n. 1980)
- Esther Garrel, attrice francese (Parigi, n. 1991)
- Esther Hausmann, attrice tedesca (Amburgo, n. 1959)
- Esther Howard, attrice statunitense (Butte, n. 1892 - Los Angeles, † 1965)
- Esther Kwan, attrice cinese (Hong Kong, n. 1964)
- Esther Ralston, attrice statunitense (Bar Harbor, n. 1902 - Ventura, † 1994)
- Esther Regina, attrice spagnola (Madrid)
- Esther Rolle, attrice e danzatrice statunitense (Pompano Beach, n. 1920 - Culver City, † 1998)
- Esther Schweins, attrice tedesca (Oberhausen, n. 1970)
- Esther Smith, attrice britannica (Stourbridge, n. 1986)
- Esther Supreeleela, attrice thailandese (Bangkok, n. 1994)
- Esther Valding, attrice francese (Parigi, n. 1999)

## Avvocate(1)
- Esther Hayut, avvocata e magistrata israeliana (Herzliya, n. 1953)

## Bibliste(1)
- Esther Fuchs, biblista israeliana (Tel Aviv, n. 1972)

## Calciatrici(1)
- Esther González, calciatrice spagnola (Huéscar, n. 1992)

## Canottiere(1)
- Esther Lofgren, canottiera statunitense (Long Beach, n. 1985)

## Cantanti(4)
- Ishtar, cantante israeliana (Kiryat Ata, n. 1968)
- Esther Hart, cantante olandese (Epe, n. 1970)
- Esther Ofarim, cantante israeliana (Safad, n. 1941)
- Esther Phillips, cantante statunitense (Galveston, n. 1935 - Carson, † 1984)

## Cestiste(2)
- Esther Katona, ex cestista tedesca (Friburgo, n. 1982)
- Esther Pietrapiana, ex cestista argentina (n. 1934)

## Contralti(1)
- Esther Young, contralto inglese (Londra, n. 1717 - Londra, † 1795)

## Economiste(1)
- Esther Duflo, economista francese (Parigi, n. 1972)

## Fisiche(1)
- Esther M. Conwell, fisica e chimica statunitense (New York, n. 1922 - Rochester, † 2014)

## Fondiste(1)
- Esther Bottomley, ex fondista australiana (Terang, n. 1983)

## Fotografe(1)
- Esther Haase, fotografa tedesca (Brema, n. 1966)

## Giocatrici di curling(1)
- Esther Neuenschwander, giocatrice di curling svizzera (Zurigo, n. 1983)

## Giornaliste(1)
- Esther Dyson, giornalista statunitense (Zurigo, n. 1951)

## Hockeiste su prato(1)
- Alette Pos, ex hockeista su prato olandese (Arnhem, n. 1962)

## Imprenditrici(1)
- Esther Handali, imprenditrice ottomana (Costantinopoli - Costantinopoli, † 1588)

## Microbiologhe(1)
- Esther Lederberg, microbiologa statunitense (New York, n. 1922 - Stanford, † 2006)

## Modelle(5)
- Esther Arroyo, modella, attrice e conduttrice televisiva spagnola (Cadice, n. 1968)
- Esther Cañadas, supermodella e attrice spagnola (Albacete, n. 1977)
- Esti Ginzburg, modella e attrice israeliana (Tel Aviv, n. 1990)
- Esther Petrack, modella statunitense (Gerusalemme, n. 1992)
- Esther De Jong, modella olandese (Paesi Bassi, n. 1974)

## Musiciste(1)
- Esther Béjarano, musicista e insegnante tedesca (Saarlouis, n. 1924 - Amburgo, † 2021)

## Nuotatrici(3)
- Esther Baron, nuotatrice francese (Cholet, n. 1987)
- Esther González, nuotatrice messicana (Torreón, n. 1995)
- Esther Williams, nuotatrice e attrice statunitense (Inglewood, n. 1921 - Beverly Hills, † 2013)

## Opinioniste(1)
- Eppie Lederer, opinionista statunitense (Sioux City, n. 1918 - Chicago, † 2002)

## Personaggi televisivi(1)
- Esther Ortega, personaggio televisivo e attrice spagnola (Madrid, n. 1974)

## Pittrici(1)
- Esther Mahalangu, pittrice sudafricana (Middelburg, n. 1936)

## Politiche(2)
- Elizabeth Astete, politica e diplomatica peruviana (Perù, n. 1952)
- Esther McVey, politica britannica (Liverpool, n. 1967)

## Produttrici cinematografiche(1)
- Esther García, produttrice cinematografica spagnola (Cedillo de la Torre, n. 1956)

## Psichiatre(1)
- Esther Fischer-Homberger, psichiatra e storica svizzera (Affoltern am Albis, n. 1940 - Berna, † 2019)

## Psicoterapeute(1)
- Esther Mujawayo, psicoterapeuta e scrittrice ruandese (Gitarama, n. 1958)

## Sciatrici alpine(2)
- Esther Good, ex sciatrice alpina svizzera (n. 1987)
- Esther Paslier, ex sciatrice alpina francese (Aurillac, n. 1997)

## Scrittrici(6)
- Esther Bendahan, scrittrice marocchina (Tétouan, n. 1957)
- Esther Freud, scrittrice britannica (Londra, n. 1963)
- Esther Hicks, scrittrice statunitense (Coalville, n. 1948)
- Etty Hillesum, scrittrice olandese (Middelburg, n. 1914 - Auschwitz, † 1943)
- Esther Kinsky, scrittrice, traduttrice e poetessa tedesca (Engelskirchen, n. 1956)
- Esther Vilar, scrittrice argentina (Buenos Aires, n. 1935)

## Sollevatrici(1)
- Esther Oyema, sollevatrice nigeriana (n. 1982)

## Soprani(2)
- Esther Borja, soprano cubana (n. 1913 - † 2013)
- Esther Réthy, soprano ungherese (Budapest, n. 1912 - Vienna, † 2004)

## Storiche(1)
- Esther Forbes, storica e scrittrice statunitense (Westborough, n. 1891 - Worcester, † 1967)

## Tenniste(1)
- Esther Vergeer, ex tennista olandese (Woerden, n. 1981)

## Velociste(1)
- Esther Jones, ex velocista statunitense (Chicago, n. 1969)

## Viaggiatrici(1)
- Esther Stanhope, viaggiatrice e avventuriera britannica (n. 1780 - † 1839)

## Violiniste(1)
- Esther Yoo, violinista statunitense (n. 1994)

## Senza attività specificata(2)
- Esther Guyer, architetta svizzera (Aarau, n. 1931)
- Esther Robertson, ex arciera italiana (Trieste, n. 1952)